# Њу Касл (Кентаки)
Њу Касл (енгл. New Castle) град је у америчкој савезној држави Кентаки.

## Демографија
По попису из 2010. године број становника је 912, што је 7 (-0,8%) становника мање него 2000. године.
| Група             | 2000.       | 2010.       |
| Белци             | 848 (92,3%) | 855 (93,8%) |
| Афроамериканци    | 53 (5,8%)   | 25 (2,7%)   |
| Азијати           | 0 (0,0%)    | 0 (0,0%)    |
| Хиспаноамериканци | 14 (1,5%)   | 5 (0,5%)    |
| Укупно            | 919         | 912         |